# Parmena striatopunctata
Parmena striatopunctata là một loài bọ cánh cứng trong họ Cerambycidae.